# OMFGG No. 1
OMFGG No.1 - Original Music Featured on Gossip Girl è una raccolta di canzoni tratte dalla colonna sonora della prima stagione della serie televisiva Gossip Girl. È stata pubblicata digitalmente il 2 settembre 2008, mentre il CD è stato pubblicato il 28 ottobre. In Italia è uscita il 16 gennaio 2009.

## Tracce
1. The Kills – Sour Cherry – 3:06
2. The Kooks – Do You Wanna – 4:03
3. Phantom Planet – Do the Panic (versione Gossip Girl) – 3:33
4. The Teenagers – Feeling Better – 3:03
5. The Virgins – One Week of Danger (versione Gossip Girl) – 3:38
6. Nadia Oh – Got Your Number (feat. Space Cowboy) – 3:05
7. Crystal Castles e Health – Crimewave – 4:18
8. The Republic Tigers – Fight Song (versione Gossip Girl) – 3:47
9. Junkie XL – Cities in Dust – 4:17
10. The Ting Tings – We Started Nothing – 4:26
11. Oppenheimer – Breakfast in NYC – 2:23
12. The Pierces – Three Wishes (versione Gossip Girl) – 3:42
13. Albert Hammond Jr. – Hard to Live in the City (versione Gossip Girl) – 5:14
14. Lincoln Hawk – Everytime – 2:15 – Bonus track di iTunes
15. Coro della Constance Billard School – Glamorous – 1:52 – Bonus track di iTunes

Durata totale: 52:42